# Rolando
Rolando  è un nome proprio di persona italiano maschile.

## Varianti
- Maschili: Rollando[4], Orlando[1][2]
  - Ipocoristici: Lando[1][5], Ando[6]
- Femminili: Rolanda[4], Rollanda[4]
  - Ipocoristici: Anda[6]

### Varianti in altre lingue
- Basco: Orlan[7], Errolan
- Bulgaro: Роланд (Roland)
- Catalano: Roland[7]
- Francese: Roland[2][8]
  - Femminili: Rolande[2]
- Francese antico: Rolland[4], Rollans[4]
- Germanico: Hrodland[2][8], Hrodlant[9], Hrotland[9], Rodland[9], Rotland[9], Roland[9]
- Inglese: Roland[2][8], Rolland[2], Rowland[2]
  - Ipocoristici: Roly[2], Rowley[2]
- Irlandese: Rólann
- Latino: Rodelandus[3], Rolandus[1][3]
- Lettone: Rolands
- Lituano: Rolandas
- Olandese: Roeland[2], Roland[2]
  - Ipocoristici: Roel[2]
- Polacco: Roland
- Portoghese: Roldão[2], Rolando[2]
- Russo: Ролан (Rolan)[2]
- Spagnolo: Rolando[2][7], Roldán[2][7]
- Svedese: Roland[2]
- Tedesco: Roland[2]
- Ucraino: Роланд (Roland)
- Ungherese: Loránd[2], Lóránt[2], Roland[2]

## Origine e diffusione

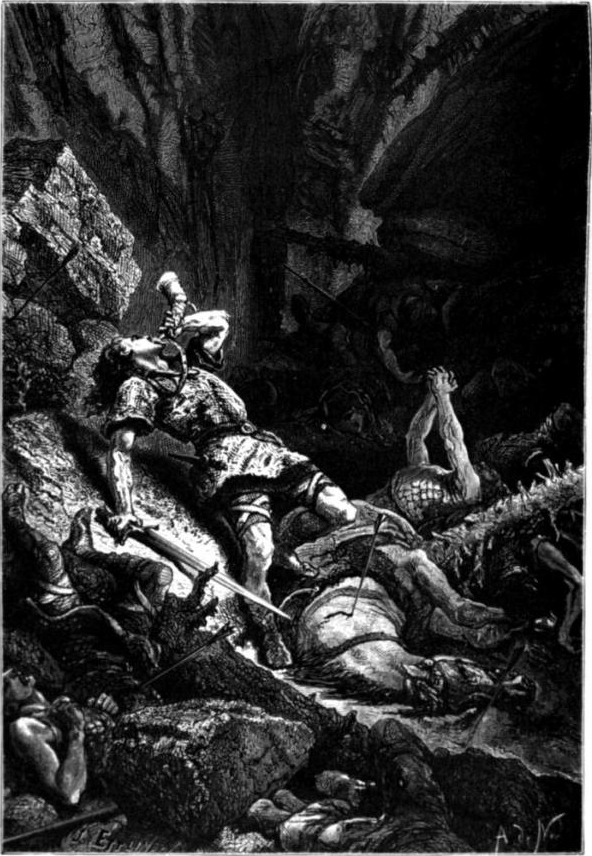
Rolando a Roncisvalle, di Alphonse-Marie-Adolphe de Neuville

Continua l'antico nome germanico Hrodland, composto dai termini hrod (o hroth, "fama", "gloria") e land ("terra", "patria"), quindi "[colui che ha una] terra gloriosa", "glorioso paese", anche se alcune fonti riconducono il secondo elemento a nantaz ("audace", "ardito"), col significato complessivo di "famoso per il suo ardimento".
È un nome di tradizione letteraria, reso celebre dal poema epico medievale Chanson de Roland, il cui protagonista è il cavaliere Rolando (o Orlando), il paladino tra i 12 più fedele a Carlo Magno.
Attestato in Italia sin dall'VIII secolo, con le forme latine Rodelandus e Rolandus, oggi è diffuso soprattutto in Toscana. La forma Rollando riprende l'antica notazione dotta o la forma provenzale Rolland. In Inghilterra venne introdotto dai Normanni.

## Onomastico
L'onomastico si può festeggiare il 13 aprile in memoria del beato Rolando Rivi, un seminarista martirizzato nel triangolo della morte durante la seconda guerra mondiale, oppure il 15 settembre in ricordo del beato Rolando de' Medici, eremita presso Busseto.

## Persone

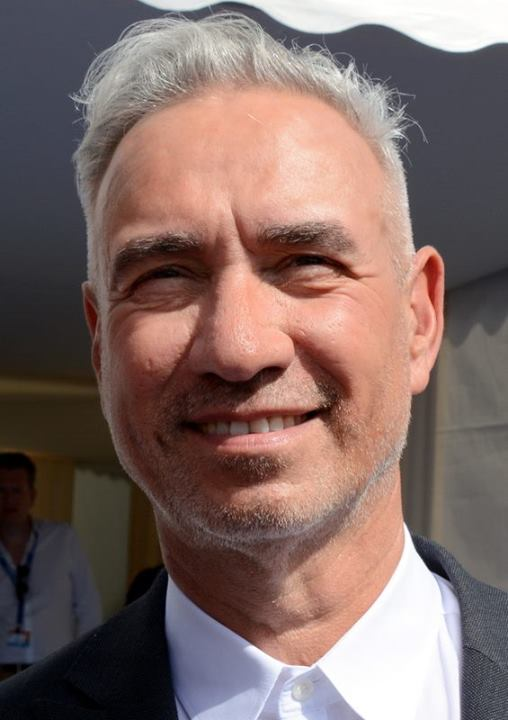
Roland Emmerich

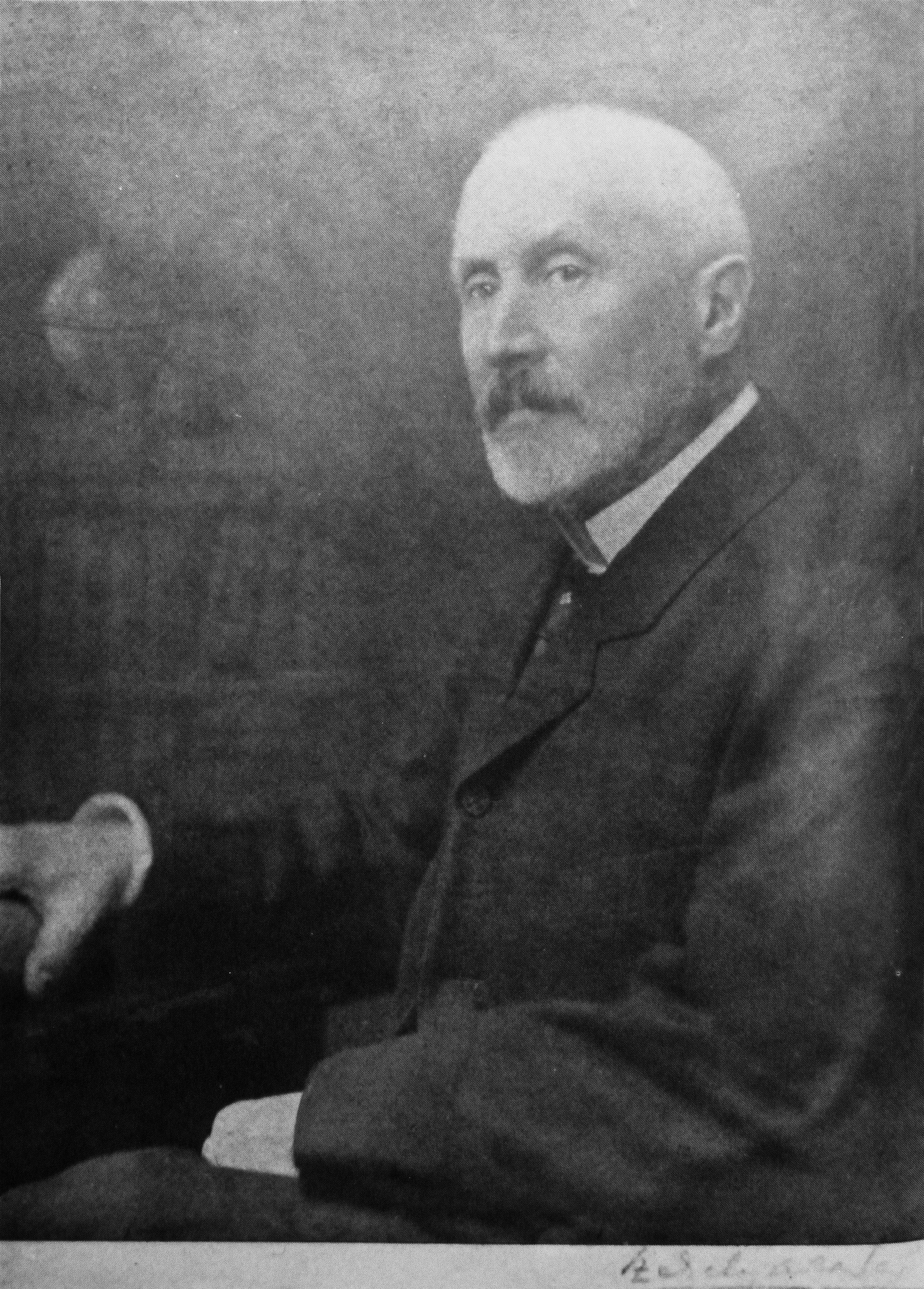
Loránd Eötvös

- Rolando, vescovo cattolico italiano
- Rolando, calciatore capoverdiano naturalizzato portoghese
- Rolando da Piazzola, giurista, umanista e politico italiano
- Rolando Anzilotti, critico letterario e politico italiano
- Rolando Bianchi, calciatore italiano
- Rolando Blackman, cestista, allenatore di pallacanestro e dirigente sportivo statunitense
- Rolando Ferreira, cestista brasiliano
- Rolando Filidei, scultore italiano
- Rolando Fonseca, calciatore costaricano
- Rolando Maran, allenatore di calcio italiano
- Rolando Panerai, baritono italiano
- Rolando Ravello, attore e regista italiano
- Rolando Rigoli, schermidore italiano
- Rolando Rivi, seminarista italiano
- Rolando Villazón, tenore messicano

### Variante Roland
- Roland Barthes, saggista, critico letterario, linguista e semiologo francese
- Roland Dumas, politico francese
- Roland Emmerich, regista, sceneggiatore e produttore cinematografico tedesco naturalizzato statunitense
- Roland Freisler, giurista tedesco
- Roland Garros, aviatore francese
- Rahsaan Roland Kirk, polistrumentista statunitense
- Roland Ratzenberger, pilota automobilistico austriaco

### Altre varianti
- Rolland Courbis, calciatore e allenatore di calcio francese
- Loránd Eötvös, fisico ungherese
- Lóránd Szatmári, calciatore ungherese
- Rolan Gusev, calciatore turkmeno naturalizzato russo
- Rowland Hill, filatelista e politico britannico
- Rowland V. Lee, attore, regista e produttore cinematografico statunitense
- Rolandas Paksas, politico lituano

## Il nome nelle arti
- Rolando è il nome di un noto personaggio interpretato da Aldo Baglio nella trasmissione Mai dire Gol
- Rolando è il nome di un personaggio del dramma Processo di famiglia di Diego Fabbri.
- Rolanda Bumb è un personaggio dei romanzi e film della serie Harry Potter, creata da J. K. Rowling.